# 萩原うらら
萩原 うらら（はぎはら うらら、1996年9月18日 - ）は、日本のタレント・女優。
神奈川県出身。愛称は「うらりん」。

## 略歴・人物
2009年頃からプラチナム・パスポートに所属しタレント活動を始め、2010年3月21日に行われたぱすぽ☆主演の舞台『サクラ色』（於：中野区・劇場HOPE）では、西澤たまのと共に上演前の新人お披露目に登壇したこともあった。
その後スゥイートディレクションに移籍し、4人組アイドルユニット「+PlusOver」（プラスオーバー）の一員としてライブを中心に活動していたが、わずか1年で解散。2011年3月1日、同ユニットのメンバーだった坂本莉央と共に現事務所へ移籍。坂本と共に「うら☆りお」というユニットを組んでいたこともあった。
趣味は映画鑑賞、お菓子作り。特技は韓国語<r

## 出演

### 映画
2011年
- 「今田探偵事務所」 - 神谷夢役　監督・蛯原やすゆき　10月公開

2012年
- 「トテチータ・チキチータ」 - 中村エリカ役  監督・脚本 古勝敦　2012年4月〜
- 「ZANNA BIANCA」- 主演　ザンナ・ビアンカ役　7月劇場公開

2013年
- 「未熟な卵」 - 主演　北原ひとみ役
- ホラー鬼才・井月鈴人の「世にも奇妙なものがたり」 - 主演　岡田みな子役（映画・DVD、2013年10月4日発売）

2014年
- 「13月プール」 - 2014年2月公開　七海役
- 「嘘親参回」 - 2014年2月公開　ヒロイン　佐藤カンナ役

2015年
- 「夢殺しの女ドリキラちゃん」 - 奈々役（3月28日公開）

### 教材VTR
- 教材VTR「ネットの中の友達」（財団法人振興センター教材)

## リリース作品

### CD
- あにあに!（CHI-CHI LABEL・2011年11月30日発売）

### DVD
- 僕のPrima donna（スパークビジョン・2011年1月26日発売）[6]
- 恋うらら（彩文館出版・2011年9月30日発売）